# لاینه

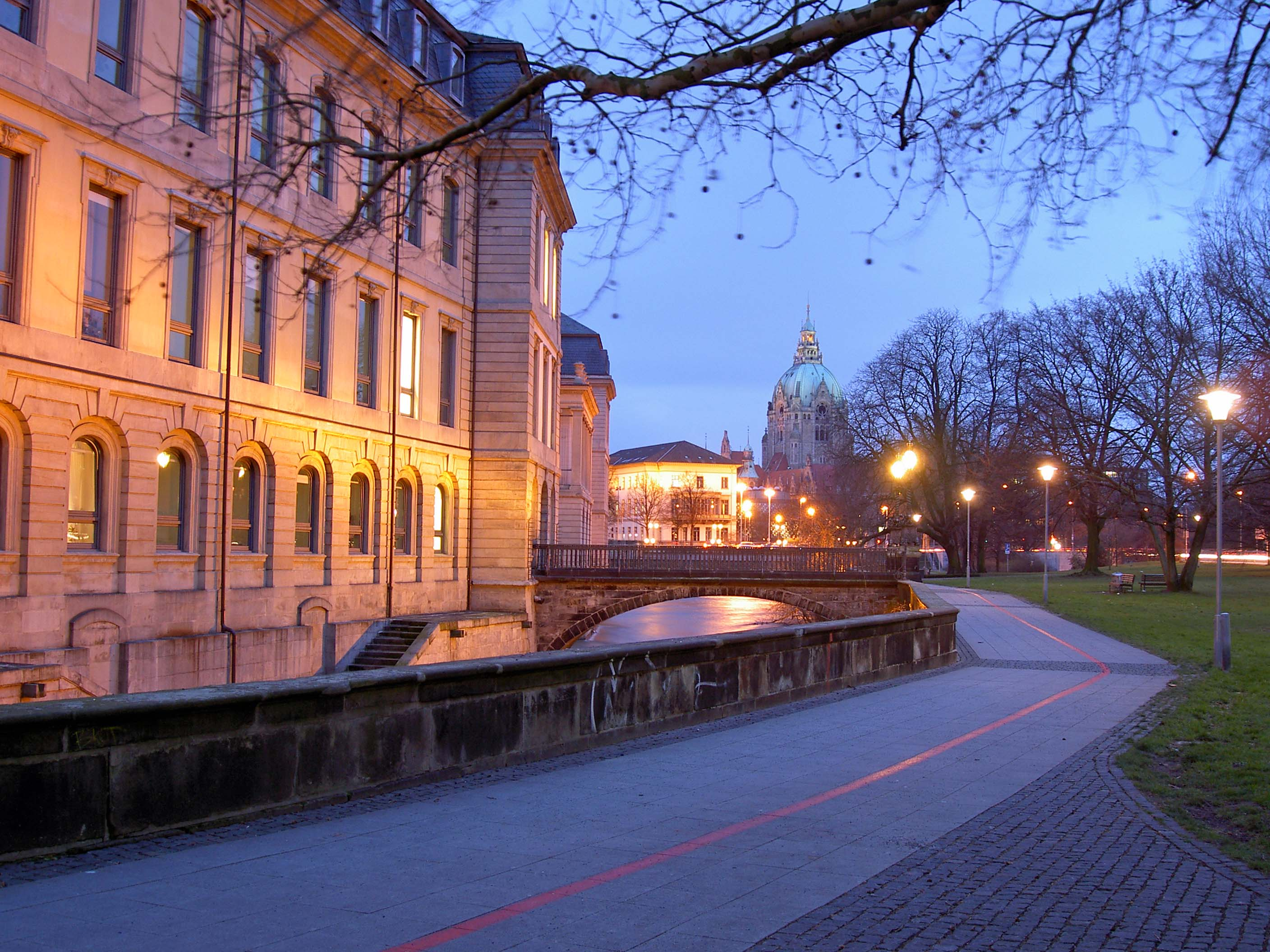
رودخانه لاینه در هانوفر

لاینه (آلمانی: Leine) رودخانه‌ای است در ایالت‌های تورینگن و نیدرزاکسن آلمان.
لاینه شاخه‌ای است از رود آلر و ۲۷۱ کیلومتر طول دارد.
سرشاخهٔ لاینه نزدیک به شهر لاینه‌فلده قرار دارد. شهرهای مهم مسیر آن عبارت‌اند از گوتینگن، کلاوستال-تسلرفلد آلفلد و گروناو.
آلودگی این رود باعث شده که از آن نتوان برای آشامیدن بهره برد ولی ماهی‌ها قادر به زندگی در آن هستند.